# Quotidiano del Popolo
Il Quotidiano del Popolo (人民日報T, 人民日报S, Rénmín RìbàoP, Jen-min Jih-paoW) è un giornale quotidiano della Repubblica Popolare Cinese.
Il giornale è un organo del Comitato centrale del Partito Comunista Cinese (PCC), pubblicato in tutto il mondo con una diffusione da 3 a 4 milioni di copie. In aggiunta alla sua edizione principale in lingua cinese, ha edizioni in inglese, giapponese, francese, spagnolo, russo e arabo. Similmente alla relazione della Pravda con l'Unione Sovietica, il giornale fornisce informazioni dirette sulle politiche e sui punti di vista del Partito. Mantiene una presenza telematica come Quotidiano del Popolo Online (人民网).

## Storia
Il "Quotidiano del Popolo" era originariamente un giornale d'organo dell'Ufficio Centrale di Shanxi, Hebei, Shandong e Henan del Partito Comunista Cinese. Nel 1946, l'Ufficio Centrale del Partito Comunista Cinese di Shanxi, Hebei, Shandong e Henan si preparò a fondare un giornale dell'agenzia su larga scala ad Handan, inizialmente proposto con il nome di "Jinji Luyu Renmin Ribao" (晋冀鲁豫人民日报) o "Taixing bao" (太行报). Il presidente del Comitato centrale del PCC Mao Zedong propose di cambiare il nome in "Quotidiano del popolo", e il primo presidente fu Zhang Panshi. Il primo "Quotidiano del popolo" fu pubblicato a Xibaipo, contea di Pingshan, provincia di Hebei, il 15 maggio 1946. Il numero inaugurale aveva quattro edizioni, scritte da Mao Zedong e stampate in rosso. Il 1 luglio 1946, Mao Zedong incise personalmente i quattro ideogrammi 人民日报 per i giornali dell'organo dello Shanxi, Hebei, Shandong, Henan e dell'Ufficio centrale di Henan.

### Fondazione

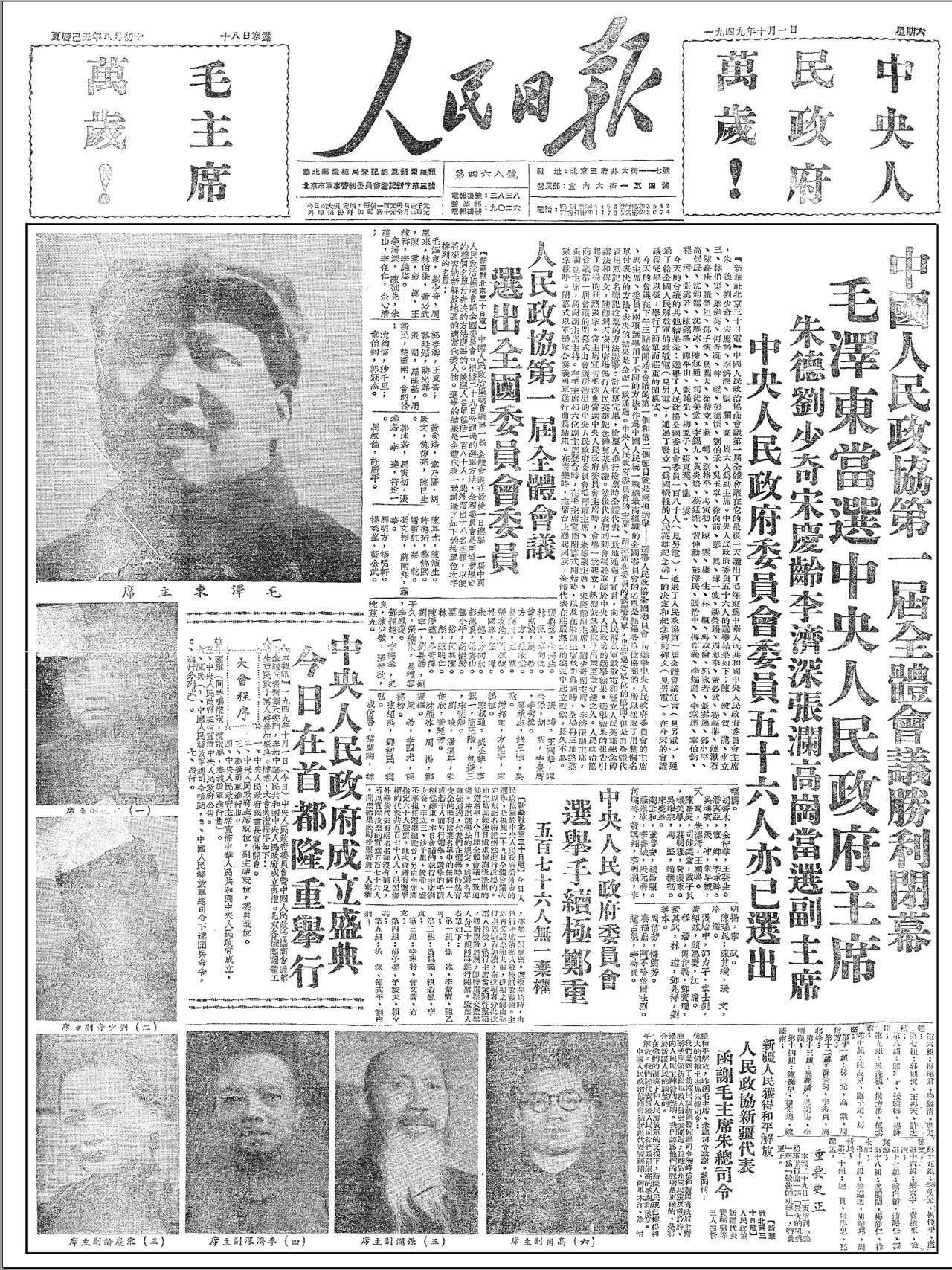
Il Quotidiano del Popolo, il 1º ottobre 1949, il giorno dell'istituzione della Repubblica Popolare Cinese

Il 15 giugno 1948, le diverse edizioni del Renmin Ribao a livello provinciale si fusero in un unico Quotidiano del popolo con sede a Lizhuang, contea di Pingshan, provincia dell'Hebei. Il 15 marzo 1949 i suoi uffici furono trasferiti a Pechino e ad agosto divenne ufficialmente il quotidiano del Comitato centrale del PCC, con la numerazione a partire dal 15 giugno dell'anno precedente.
Fin dalla sua fondazione, il Quotidiano del Popolo è stato sotto il diretto controllo degli alti dirigenti del Partito. Deng Tuo e Wu Lengxi svolsero le funzioni di caporedattore rispettivamente nel 1948–1958 e nel 1958–1966, ma il giornale era in realtà controllato dal segretario personale di Mao Hu Qiaomu.
Durante la Rivoluzione Culturale, il Quotidiano del Popolo fu una delle poche fonti di informazione dalle quali gli stranieri o i Cinesi potessero capire che cosa stesse facendo il governo cinese. Durante questo periodo, un editoriale nel Quotidiano del Popolo era considerato una dichiarazione ufficiale della politica del governo e veniva studiato in tutta la nazione. Gli articoli di giornale nel Quotidiano del Popolo spesso non si leggono in base al contenuto quanto in base al posizionamento. Un gran numero di articoli dedicati a una figura o a un'idea politica sono spesso assunti come segno che il personaggio o l'orientamento menzionati sono in fase di ascesa.
Ancora oggi, gli editoriali del Quotidiano del Popolo sono ritenuti sia dagli osservatori stranieri che dai lettori cinesi come autorevoli affermazioni circa la politica del governo. Al riguardo, si fa distinzione tra editoriali, commenti e opinioni. Sebbene debbano tutti essere approvati dal governo, essi differiscono nettamente per il grado di autorevolezza ufficiale che contengono. Per esempio, anche se è improbabile che un pezzo di opinione contenga idee contrarie a quelle del governo, potrebbe comunque esprimere un punto di vista, o potrebbe contenere un dibattito che è ancora aperto e potrebbe riflettere soltanto le opinioni dell'autore. Al contrario, un editoriale ufficiale, che è piuttosto infrequente, significa che il governo ha raggiunto una decisione definitiva su una certa questione.

### Dopo Mao
Durante la Protesta di piazza Tiananmen del 1989, l'editoriale del Quotidiano del Popolo del 26 aprile, che condannava "le parate e le dimostrazioni illegali", segnò un momento significativo nella storia del giornale. L'editoriale aumentò la tensione tra il governo e i manifestanti, e gli alti dirigenti del PCC discussero se modificarlo.
Dalla metà degli anni novanta, il Quotidiano del Popolo ha fronteggiato un declino dei sussidi governativi combinato con la concorrenza crescente delle fonti giornalistiche internazionali e dei rotocalchi cinesi. Come parte del suo sforzo di modernizzazione, nel 1997 cominciò un'edizione in linea, e i forum dei bollettini web, come il Forum per il rafforzamento della nazione nell'edizione cinese, sono divenuti noti per il loro contenuto sorprendentemente schietto.
Il Quotidiano del Popolo è anche responsabile della pubblicazione del Global Times, un giornale dal forte orientamento nazionalista, e ospita sul suo sito il già citato Forum per il rafforzamento della nazione..
Dal 2021 il quotidiano si è dotato di un'edizione online in lingua italiana. Precedentemente, erano state pubblicate tradotte in italiano le uscite del 30 novembre 1986 a cura delle Edizioni Fuser di Perugia (numero 0) e del 3 ottobre 1987, quale numero unico supplemento a “30” n. 1, ad opera dell’editore BBM di Roma.

## Direttori passati e attuali
- Zhang Panshi (张磐石)
- Hu Qiaomu (胡乔木)
- Fan Changjiang (范长江)
- Deng Tuo (邓拓)
- Hu Jiwei (胡绩伟)
- Qin Chuan (秦川)
- Qian Liren (钱李仁)
- Gao Di (高狄)
- Shao Huaze (邵华泽)
- Bai Keming (白克明)
- Xu Zhongtian (许中田)
- Wang Chen (王晨)
- Zhang Yannong (张研农) (in carica)